# Alloophorus robustus
Genre
Espèce
Synonymes
- Fundulus robustus Bean, 1892[2]

Alloophorus robustus est une espèce de poissons de la famille des Goodeidae. C'est la seule espèce du genre Alloophorus (monotypique).